# 面具

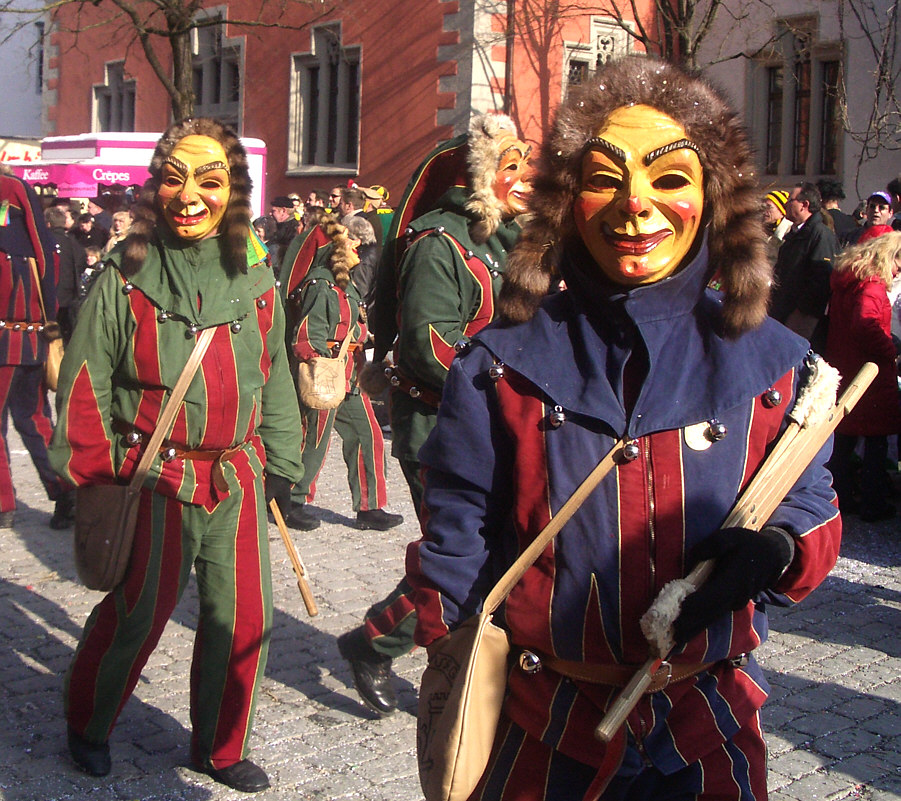
德國的一個嘉年華中的戴著面具的人

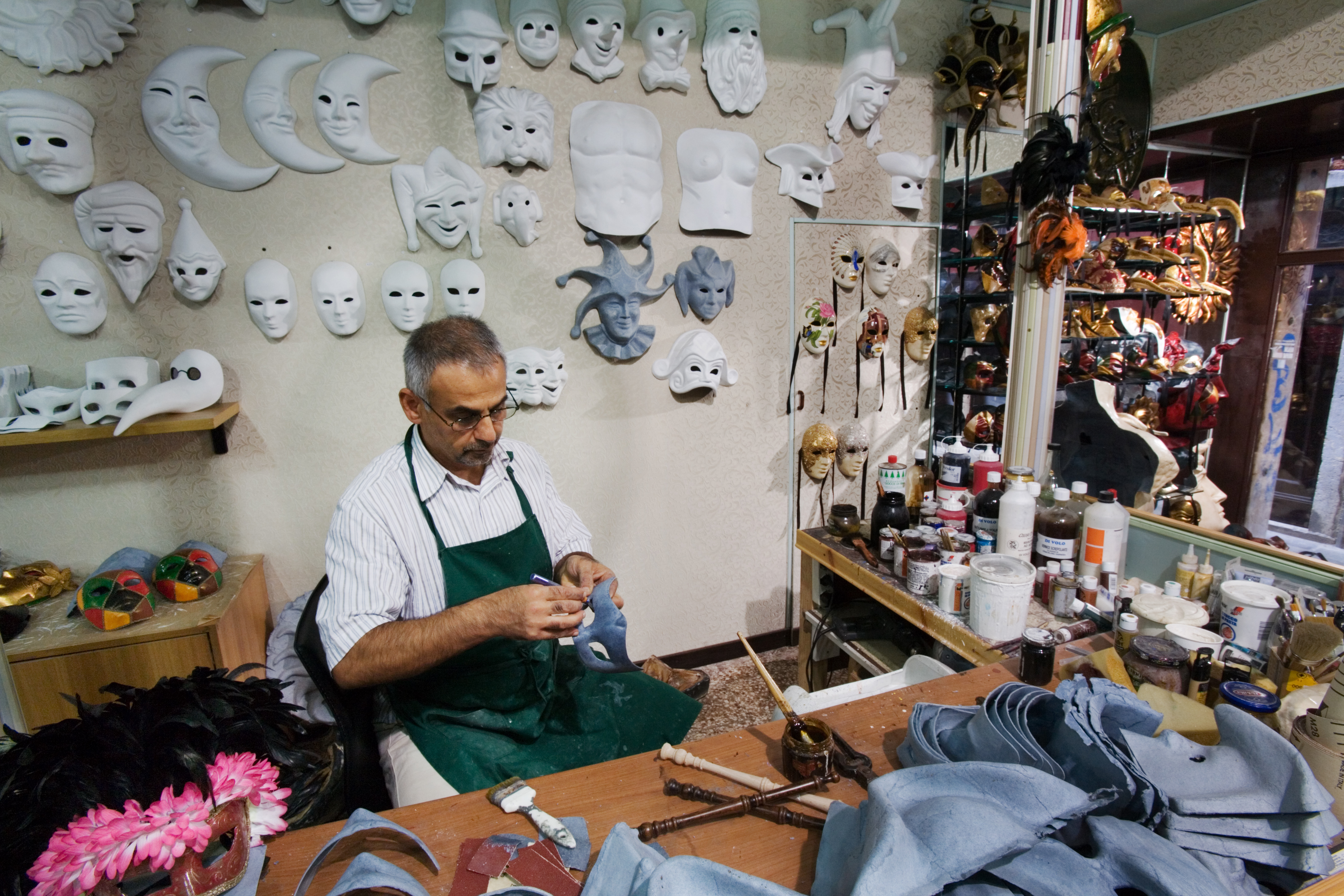
威尼斯 - 面具製造商工作坊

面具或面罩是一種戴在面上的物件，通常是用作保護、隱蔽、表演或娛樂用途。

## 歷史
2003年在伊拉克國家博物館所發現擁有5000年歷史的蘇美爾面具（Sumerian mask）被認為是目前世界最古老的面具。

## 面具的儀式用途
禮儀面罩出現在世界各地，他們往往有著許多特點，并且以極鮮明的形式發展。

### 非洲
許多非洲面具代表動物。

## 面具的戲劇用途
在古希臘戲劇便開始使用面具，後來因為觀眾想看演員個人的演技表演而衰落，十九世紀面具常被歐洲前衛藝術家重新使用。如歌劇魅影裡的角色使用面具。

在中國往往用臉譜代替實體面具，而日本面具屬於相當古老的傳統，至今成為高度精密和程式化的戲劇傳統。有些戲劇如能劇的主角必須戴面具。

## 面具的功能

### 偽裝
- 犯罪分子經常使用面具，避免被認出。
- 證人出法庭作證時，有些也戴上面具。
- 执行特殊任务的人，戴面具防止别人认出。例如反恐小队执行近身距離作戰时。

### 醫療用途
黑死病席捲歐洲的年代，當時的醫生為了杜絕傳染，頭頂戴著厚厚的黑帽，戴上巨鳥嘴般的面具，手著白手套，身穿泡過蠟的亞麻或帆布衫，持一木棍，用來掀開黑死病患的被單或衣物，他們深深地相信這樣的裝備可以保護自己免於黑死病的感染。他們被稱為勾嘴大夫或鳥嘴醫生(Doctor Schnabel)。
鳥嘴面具常為銀製，中空部位塞入藥草用以過濾空氣。久而久之，銀製長鳥嘴面具就變成醫師的象徵。現在義大利威尼斯嘉年華會，人們也會佩戴鳥嘴面具，頭帶圓盤帽、黑色全罩斗蓬、蕾絲頸圍、白手套、手持短木棒，成為威尼斯嘉年華代表裝扮。

## 保護用途
- 焊工的面罩，以保護焊機操作員的臉和眼睛。
- 防毒面具

## 懲罰
- 鐵面罩，適合作為酷刑或體罰。大仲馬有小說《鐵面人》
- 19世紀後期，澳大利亞的監獄裡，面罩用來孤立和讓囚犯靜下。它們製成白布蓋臉，只留下眼睛看得見。

## 體育

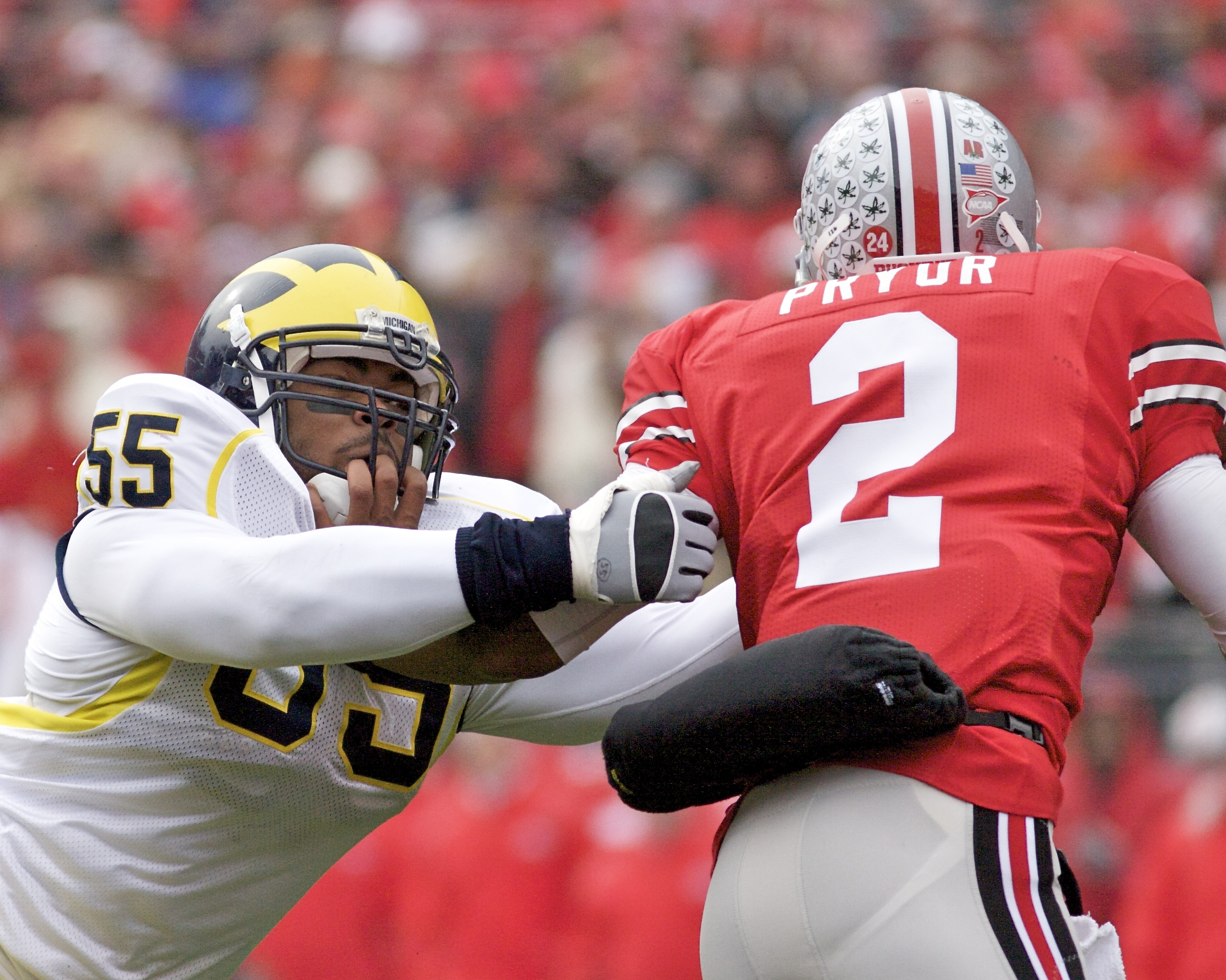
進行美式足球運動時，運動員會穿戴面具以免受傷

- 美式足球護具
- 棒球運動員的捕手頭盔
- 擊劍面罩。

## 時尚
- 有些化妝舞會的參加者會戴上面具，作為他們服飾的一部份。

## 流行文化
机动战士高达SEED里的劳·卢·克鲁泽（Rau Le Creuset）和机动战士高达SEED DESTINY里的尼奥·罗阿诺克（Neo Roanoke）都戴着一副面具。

## 其它類型
- 死亡面具是以石膏或蠟將死者的容貌保存下來的塑像。
- 面膜是一種蓋在臉上用以美容的物品。